# クラブラン酸
クラブラン酸 (Clavulanic acid) は、1974年に放線菌の代謝産物から発見された物質。最初に臨床使用されたβ-ラクタマーゼ阻害剤である。

## 特性
構造はOxapenamに属し、基本骨格はペニシリンの4位硫黄原子が酸素原子に置き換わったものである。単独では抗菌力が弱いが、β-ラクタム系抗生物質を不活化する酵素であるβ-ラクタマーゼを不可逆的に阻害する作用があることから、β-ラクタム系抗生物質との合剤として臨床応用されている。βラクタマーゼ阻害作用はペニシリナーゼに対して強く、セファロスポリナーゼに対しては弱い。アモキシシリン（アモキシシリン・クラブラン酸）、チカルシリンなどと組み合わされた薬剤が市販化されている。

## 市販品
- オーグメンチン配合錠 125SS・250RS（グラクソ・スミスクライン）- クラブラン酸カリウム 62.5 mg（力価）＋アモキシシリン水和物 125 mg（力価）/ 錠。経口投与。
- クラバモックス小児用配合ドライシロップ（グラクソ・スミスクライン）- クラブラン酸カリウム 42.9 mg（力価）＋アモキシシリン水和物 600 mg（力価）/ ドライシロップ 1.01 g。用事懸濁し経口投与。
- Timentin（グラクソ・スミスクライン）- クラブラン酸カリウム 0.1 g（力価）＋チカルシリン二ナトリウム 3.0g（力価）/ 3.1 g。用事溶解し静脈内投与。